# ストーリーブック・ストア
ストーリーブック・ストア（The Storybook Store）は、東京ディズニーランドのワールドバザールに存在したショップ。

## 概要
| ストーリーブック・ストア | ストーリーブック・ストア                             |
| ------------------------ | ---------------------------------------------------- |
| オープン日               | 1983年4月15日 (東京ディズニーランドと同時にオープン) |
| クローズ日               | 2007年5月6日                                         |
| 商品ジャンル             | CDやDVD、本などの情報メディア                        |
| 宅配センター             | 対象外                                               |

このショップは東京ディズニーリゾートやディズニーに関するCD、DVD、絵本、雑誌などを販売しているショップ。センターストリート・コーヒーハウス前に位置していた。
店内にはCDの試聴機があり、取り上げられているCDの曲を聴くことができた。試聴できるCDは定期的に入れ替えられる。また、店内の角には液晶ディスプレイが設置されており、ディズニー映画が流されていた。
また、隣接するショップ「トイキングダム」と建物内で繋がっており、行き来できるようになっていた（商品を持ち運ぶことはできない）。
このショップで取り扱っていたCDやDVDなどは、現在「ハウス・オブ・グリーティング」に移動し、販売を継続している。

## 取り扱い商品
- 東京ディズニーリゾート関連のCD、DVD、ビデオ、雑誌
- ディズニーキャラクターの絵本、雑誌
- 東京ディズニーリゾートを含むディズニー関連の楽譜
- ディズニー関連のビデオゲーム（「キングダム ハーツ」など）

など